# Liu Chunhong
Liu Chunhong (en chino: 刘春红; Zhaoyuan, 29 de enero de 1985) es una deportista china que compitió en halterofilia.
Participó en dos Juegos Olímpicos de Verano, Atenas 2004 y Pekín 2008, obteniendo en cada edición una medalla de oro en la categoría de 69 kg. La medalla de Pekín 2008 la perdió posteriormente por dopaje.
Ganó tres medallas en el Campeonato Mundial de Halterofilia entre los años 2003 y 2007.

## Palmarés internacional
| Juegos Olímpicos   | Juegos Olímpicos       | Juegos Olímpicos | Juegos Olímpicos |
| Año                | Lugar                  | Medalla          | Categoría        |
| ------------------ | ---------------------- | ---------------- | ---------------- |
| 2004               | Atenas (Grecia)        | Medalla de oro   | 69 kg            |
| 2008               | Pekín (China)          | DSC              | 69 kg            |
| Campeonato Mundial |                        |                  |                  |
| Año                | Lugar                  | Medalla          | Categoría        |
| 2003               | Vancouver (Canadá)     | Medalla de oro   | 69 kg            |
| 2005               | Doha (Catar)           | Medalla de oro   | 75 kg            |
| 2007               | Chiang Mai (Tailandia) | Medalla de plata | 69 kg            |